# مؤسسه نفت آمریکا
مؤسسه نفت آمریکا (API)، بزرگ‌ترین انجمن تجاری نفت و گاز طبیعی آمریکایی می‌باشد. این انجمن مدعی است که نماینده ۶۵۰ شرکت تولیدی، پالایشی، توزیع و بسیاری از دیگر جنبه‌های صنعت نفت است.
این انجمن مأموریت خود را ایجاد سیاست‌های عمومی تأثیرگذار برای حمایت از یک صنعت قوی و قابل دوام نفت و گاز طبیعی عنوان کرده‌است. توابع اصلی نمایندگی صنعتی این انجمن شامل: سیستم حقوقی، مذاکره، لابی‌گری دولتی، نمایندگان حقوقی و تنظیم مقررات، پژوهش اقتصادی، سم‌شناسی و تأثیر زیست‌محیطی، ایجاد و صدور گواهینامه‌های صنعتی و توسعه آموزشی می‌باشد. API در تعیین بودجه در انجام تحقیقات مرتبط با بسیاری از جنبه‌های صنعت نفت نقش دارد. این مؤسسه در مقایسه با لحن ملایم تبلیغاتی خود به صورت فعال کمک نقدی بسیاری به منکر تغییر اقلیم می‌کند. مدیر عامل و رئیس فعلی این انجمن جک جرارد می‌باشد.